# 몰리 페테르손 함마르
몰리 페테르손 함마르(Molly Pettersson Hammar, 1995년 10월 16일 ~ )는 스웨덴의 가수이다.